# 瑟拉兹勒
瑟拉兹勒（法語：Serazereux，法語發音：[səʁazʁø]）是法国厄尔-卢瓦省的一个市镇，属于德勒区。

## 地理
瑟拉兹勒（48°35'54"N, 1°26'4"E）面积15.58 平方千米，位于法国中央-卢瓦尔河谷大区厄尔-卢瓦省，该省份为法国北部内陆省份，北起顺时针与厄尔省、伊夫林省、埃松省、卢瓦雷省、卢瓦-谢尔省、萨尔特省和奧恩省接壤。
与瑟拉兹勒接壤的市镇（或旧市镇、城区）包括：蒂姆赖新堡、特朗布莱莱维拉日、勒布莱蒂耶里、奥尔穆瓦。

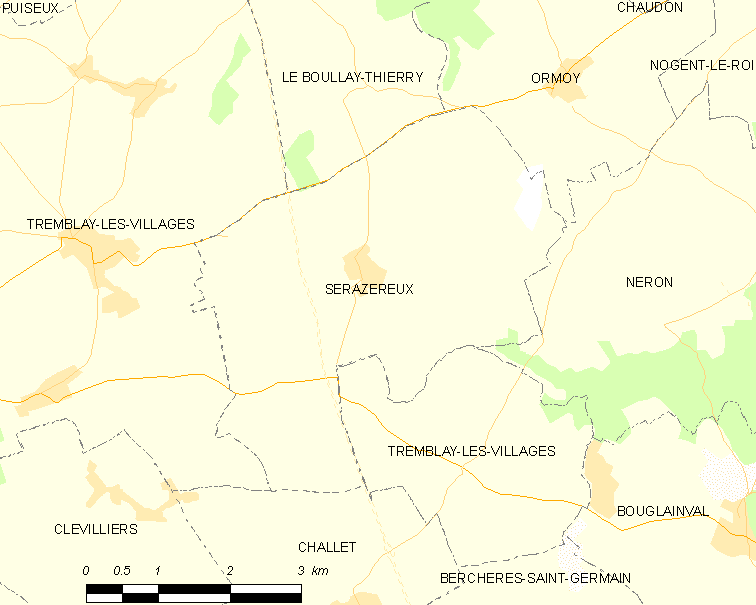
瑟拉兹勒的OSM定位图

瑟拉兹勒的时区为UTC+01:00、UTC+02:00（夏令时）。

## 行政
瑟拉兹勒的邮政编码为28170，INSEE市镇编码为28374。

## 政治
瑟拉兹勒所属的省级选区为圣吕班德容什雷县。

## 人口

1962-2008年间瑟拉兹勒人口变化图示

瑟拉兹勒于2022年1月1日时的人口数量为538人。